# 오시다 가쿠
오시다 가쿠(일본어: 押田 岳 おしだ がく[*], 1998년 4월 9일 ~ )는 일본의 남자 배우며 가면라이더 지오의 묘코인 게이츠라는 사람이 있다. 키는 177cm에다가 몸무게는 72kg이다. 주로 2016 쥬논 슈퍼보이 콘테스트의 그랑프리 수상자다.

## 개요
- 20살때 배우로 시작된 모습이다.
- 명문 와세다 대학을 재학 중이다.
- 소속사 선배로는 사토 진, 사노 가쿠가 있다.

## 이모저모
- 요리를 상당히 잘한다. 한 요리 프로그램에서 메인 게스트로 등장해 타임 재커를 컨셉으로 한 도시락을 만들어 카네사키 켄타로(스월츠 역)에게 선물했다. 이 때 카네사키 켄타로를 '아버지와도 같은 분'이라고 평가했고 야마구치현 출신임을 고려해 재료들도 전부 야마구치현에서 생산한 것을 사용했다.
- 스스로 스트리트 댄서라고 할 만큼 댄스 실력이 뛰어나다. 대학시절에는 댄스 동아리에 들어가 활동하기도 하고 쥬논 슈퍼보이 그랑프리 콘테스트의 퍼포먼스 부문에서 EXO의 으르렁을 연습해 선보이기도 하였다. 참고로 지오 스페셜 이벤트에서 노래(오프닝곡인 Over Quartzer, 가수 스에요시 슈타가 아닌 가면 라이더 걸스가 불렀다)에 맞춰 윈드밀을 췄다.

## 출연작
- 나는 마리 안에 - 슌
- 인사하고 키스 - 기타배역
- 가면라이더 지오 - 묘코인 게이츠
- 사무라이 선생 - 사에키 토라노스케